# Chersotis neara
Chersotis neara là một loài bướm đêm trong họ Noctuidae.